# Helioctamenus aestivus
Helioctamenus aestivus is een keversoort uit de familie somberkevers (Zopheridae). De wetenschappelijke naam van de soort werd in 1914 gepubliceerd door Manuel Martínez de la Escalera.